# Nădab, Arad
Nădab este un sat ce aparține orașului Chișineu-Criș din județul Arad, Crișana, România. Se află la o distanță de 4 km pe DN79 înspre Oradea.

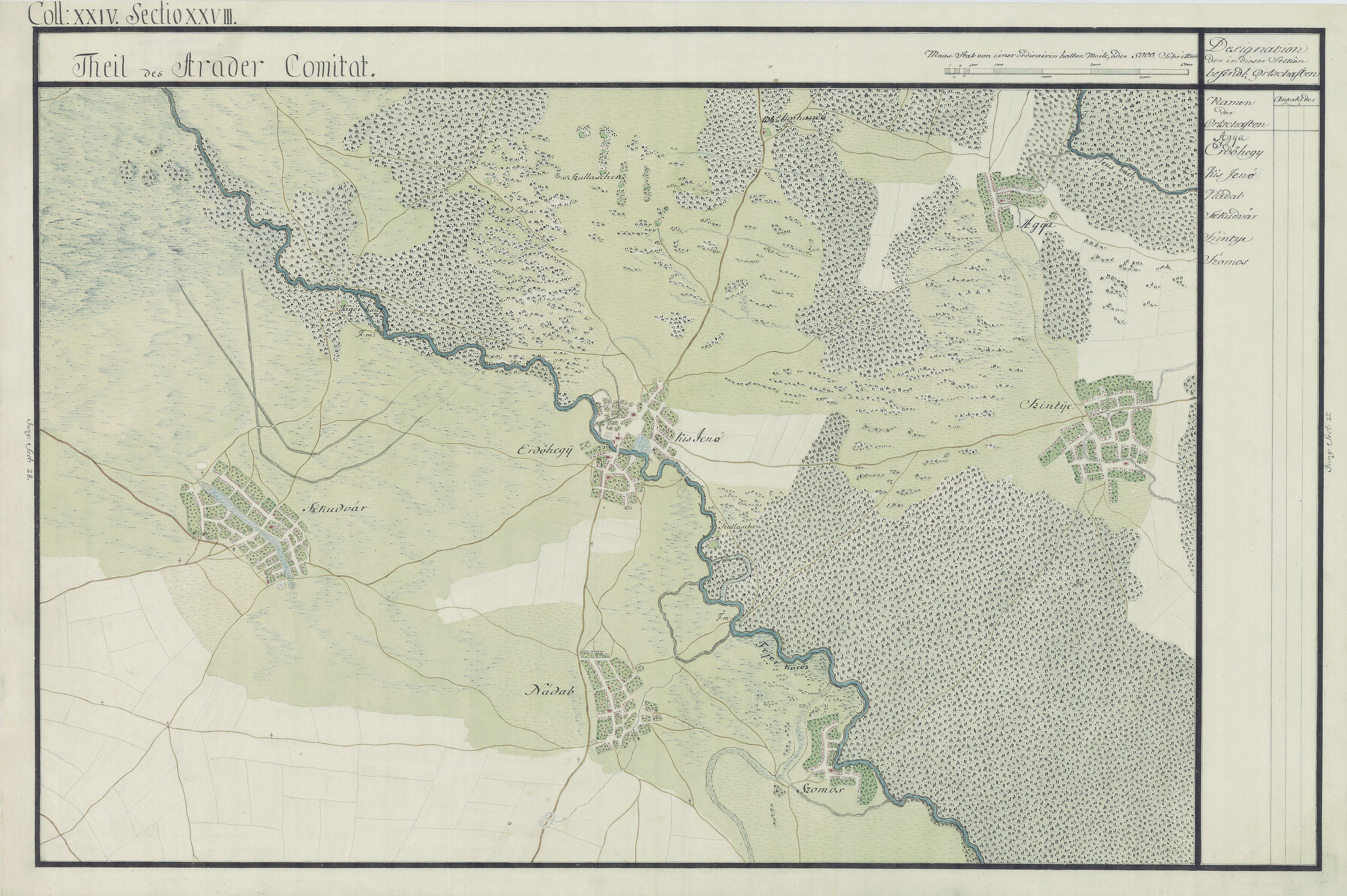
Nădab în Harta Iozefină a Comitatului Arad, 1782-85